# Grupa I „Cieszyn” Legionu „Zaolzie”
Grupa I "Cieszyn" – grupa dywersyjna Wojska Polskiego II RP, zorganizowana we wrześniu 1938 r., w składzie Legionu Zaolziańskiego. 

Organizacja i obsada personalna.
- Dowództwo
  - dowódca - mjr Gustaw Swaczyna ps. "Stonawski" (oficer 4 pspodh.)
  - zastępca dowódcy - kpt. Adolf Juzof ps. "Jarosz" (oficer 4 pspodh.)
- Kompania Cieszyńska
  - dowódca - por. rez. Karol Biłko
  - dowódca plutonu - Marian Matwijczuk (urzędnik starostwa)
- Kompania Zebrzydowicka
  - dowódca - kpt. rez. Józef Jakubiec
  - dowódca 1 plutonu - por rez. Bolesław Gajdzica
- Kompania Wiślańska
  - dowódca - ppor. rez. Robert Kubaczka ps. Janusz
  - dowódca - Kazimierz Bobiński (zastępca redaktora naczelnego Dziennika ABC)
- Kompania Rybnicka (nie osiągnęła stanu kompanii)
  - dowódca - mjr Stanisław Wideł (obwodowy komendant PWiWF)
  - oficer operacyjny: Kania
  - członek sztabu: Jerzy Kąkol
- Kompania (grupa) w Lubomi
  - dowódca - por. rez. E. Niemiec
- Kompania (oddział XI) w Czerwionce
  - dowódca - por. rez. Julian Koterba
  - dowódca plutonu - Marian Główka
  - dowódca plutonu - Albert Lose
- Kompania IV (radlińska)
  - dowódca - ppor. rez. Jan Molin
  - szef kompanii - Karol Adamek
- Kompania w Wodzisławiu
- Kompania w Wodzisławiu
- Drużyna w Marklowicach Górnych (liczyła 13 osób) 
  - dowódca - Jan Musioł